# Jang Jae-hyun
Jang Jae-hyun (hangul 장재현, nascut el 1981) és un director de cinema i guionista de Corea del Sud. Va obtenir reconeixement a través de les pel·lícules de gran èxit The Priests (2015), Svaha: The Sixth Finger (2019) i Exhuma (2024).

## Educació
Després de graduar-se al Departament de Cinema de la Universitat de Sungkyunkwan, es va graduar al Departament de Cinema de la Universitat Nacional de les Arts de Corea.

## Carrera
Jang va exercir com a assistent de direcció al drama d'època de gran èxit Masquerade (2012) abans de sortir amb el curtmetratge 12th Assistant Deacon (2014), que va guanyar la millor pel·lícula a la secció The Extreme Nightmare al 13è Mise-en-scène Short Film Festival, i Premi al millor director (Competició coreana per a curtmetratges) al 15è Festival Internacional de Cinema de Jeonju l'any 2014. Basat en el curt premiat, va fer el seu primer llargmetratge The Priests]  (2015), un thriller de misteri sobrenatural que va ser un èxit amb més de 5,4 milions d'entrades. Jang va dir "Vaig tenir una sensació estranya quan vaig veure un sacerdot esperant ansiós per algú a l'altre costat de la finestra d'un restaurant de menjar ràpid. The Priests van començar aleshores."

## Filmografia

### Llargmetratges
| Any  | Títol                    | Acreditat com    | Acreditat com | Notes       | Ref.          |
| Any  | Títol                    | Director         | Guionista     | Notes       | Ref.          |
| ---- | ------------------------ | ---------------- | ------------- | ----------- | ------------- |
| 2011 | Themselves               | Director ajudant | No            |             | [ 5 ]         |
| 2011 | S.I.U.                   | Director ajudant | No            |             | [ 6 ]         |
| 2012 | Masquerade               | Director ajudant | No            | També actor | [ 7 ]         |
| 2015 | The Priests              | Sí               | Sí            |             | [ 8 ]         |
| 2017 | House of the Disappeared | No               | Sí            |             | [ 9 ]         |
| 2019 | Svaha: The Sixth Finger  | Sí               | Sí            |             | [ 10 ]        |
| 2024 | Exhuma                   | Sí               | Sí            |             | [ 11 ] [ 12 ] |

### Curtmetratges
| Any  | Títol                 | Acreditat com | Acreditat com | Notes       | Ref.   |
| Any  | Títol                 | Director      | Guionista     | Notes       | Ref.   |
| ---- | --------------------- | ------------- | ------------- | ----------- | ------ |
| 2009 | Maley from India      | Sí            | Sí            | També actor | [ 13 ] |
| 2010 | Bus                   | Sí            | Sí            |             | [ 14 ] |
| 2014 | 12th Assistant Deacon | Sí            | Sí            |             | [ 15 ] |

## Premis i nominacions
| Premi                                                        | Any  | Categoria                    | Nominat(s) / treball(s) | Resultat  | Ref.          |
| ------------------------------------------------------------ | ---- | ---------------------------- | ----------------------- | --------- | ------------- |
| Baeksang Arts Awards                                         | 2024 | Millor pel·lícula            | Exhuma                  | Nominat   | [ 16 ] [ 17 ] |
| Baeksang Arts Awards                                         | 2024 | Millor director - pel·lícula | Exhuma                  | Guanyador | [ 16 ] [ 17 ] |
| Baeksang Arts Awards                                         | 2024 | Millor guió – pel·lícula     | Exhuma                  | Nominat   | [ 16 ] [ 17 ] |
| 16ns Director's Cut Awards                                   | 2016 | Millor director novell       | The Priests             | Guanyador | [ 18 ]        |
| 15è Festival Internacional de Cinema de Jeonju               | 2014 | Premi al millor director     | 12th Assistant Deacon   | Guanyador |               |
| LVII Festival Internacional de Cinema Fantàstic de Catalunya | 2024 | Premi especial del jurat     | Exhuma                  | Guanyador | [ 19 ]        |